# 原秀四郎
原 秀四郎（はら ひでしろう、明治5年7月18日（1872年8月21日） - 1913年（大正2年）3月2日）は明治時代の歴史地理学者。帝国大学で坪井九馬三に学び、東北地方古代史の研究で文学博士号を得、國學院大學等で地理、歴史を教えた。

## 経歴

### 中高時代
明治5年（1872年）7月18日愛媛県越智郡波止浜町（現今治市）の塩問屋来島屋原武一郎の七男五女の長男として生まれた。
愛媛県第一中学校、第三高等中学校予科を経て、1892年（明治25年）9月本科二部（工科・理科・農科）に進んだが、1893年（明治26年）本科一部（法科・文科）に転部し、1893年（明治27年）6月本科廃止により第一高等学校本科一部に移り、1895年（明治28年）7月卒業した。

### 大学時代
1895年（明治28年）9月帝国大学文科大学国史科に入学、「徳川時代の風俗史」を研究し、栗田寛、坪井九馬三に学んだ。
1898年（明治31年）7月文科大学を卒業、9月大学院に進学し、「本邦歴史地理（特に東国地方に関する事項）」を研究する傍ら、理科大学にも出入りし、小藤文次郎、神保小虎、横山又次郎に物理地理学、地質学、坪井正五郎に人類学、考古学を学んだ。
1899年（明治32年）4月日本歴史地理研究会の筆頭発起人となったが、設立後は自身の研究に注力してあまり活動に参加せず、1901年（明治34年）末運営から手を引いた。
1900年（明治33年）吉備保光会の依頼で岡山県小田郡三谷村の吉備氏遺跡を発掘調査した。1900年（明治33年）4月から郁文館中学分館で日本歴史、1901年（明治34年）9月から郁文館史学館で日本歴史地理を講義した。
1905年（明治38年）7月主論文「王朝時代東北地方拓殖ニ関スル史蹟ノ研究」、副論文「岡山県小田郡三谷村ニ於ケル火葬式墳墓ノ研究」「瀬戸内海ニ於ケル帆船航路及ビ港泊ニ関スル研究」「国史地図纂」を提出し、11月18日地理歴史学では初となる文学博士を授与された。

### 教師時代
1906年（明治39年）11月から明治大学文学部で日本歴史、1907年（明治40年）4月から1908年（明治41年）3月まで学習院女学部で歴史、1907年（明治40年）9月から1911年（明治44年）まで國學院大學大学部予科で地理学を教えた。1907年（明治40年）4月から早稲田大学の通信教育「中学講義」においても日本史講師を務めた。
1911年（明治44年）春持病の慢性腎臓炎が再発して波止浜町に帰郷し、1913年（大正2年）3月2日死去した。

### 死後
大学卒業後の一時期妻帯していたものの、子供はなく、原家は弟真十郎が跡を継いだ。真十郎は波止浜町長、愛媛県会議員を務めたほか、1909年（明治42年）11月15日同人雑誌印刷のため印刷業を買収、1926年（昭和元年）合資会社原商会を設立し、原印刷株式会社として今に至る。

## 著書
- 1906年（明治39年） 『日本国史地図 附日本国史地理』 - 国立国会図書館デジタルコレクション
- 1907年（明治40年） 『中等国史教科書 第一学年用』 - 国立国会図書館デジタルコレクション
- 1907年（明治40年） 『中等国史教科書 第二学年用』 - 国立国会図書館デジタルコレクション
- 1908年（明治41年） 『中等国史教科書 第五学年用』[17]
- 1908年（明治41年） 『近世地理教科書』[17]
- 1910年（明治43年） 『新編国民地図』 - 国立国会図書館デジタルコレクション
- 1926年（昭和元年） 『吉備公遺蹟誌』 - 国立国会図書館デジタルコレクション
- 1914年（大正3年） 越智郡郷土誌材 - Google ブックス
- 1929年（昭和4年） 『越智郡郷土誌材』[13]

## 学説
フィールドワークを重視する坪井久馬三の影響で、奈良時代の城柵玉造塞の比定地につき、大槻文彦の温泉村大字大口字川度説に対し実地検討を行い、地形的に字玉の木沢がそれらしいとしたが、現在では支持されていない。
歴史地名の研究も行い、薩南諸島の波照間、嘉計呂麻、慶良間、与論等の「ルマ」系語尾は島の意味だとしたほか、神保小虎の影響でアイヌ語、韓国語による地名解釈も試みた。